# 三万南铁路
三万南铁路是中国一条改造中连接重庆市綦江区和南川区的地方铁路，起点为綦江区三江镇，终点为南川区。全长55.7公里。共设10个车站。

## 三万段
三萬段始建于1942年－1947年之間，當時是綦江铁路的一段，該線是大渡口钢厂运送鐵礦石及煤炭而修建的支線，其後在興建川黔铁路，将綦江铁路中五岔至三江段并入川黔鐵路，而三江至万盛段即改稱作三萬鐵路，正线长32公里，仍作為运矿石煤炭為主的鐵路。由成都铁路局重庆铁路分局重庆车务段运营。

## 万南段
万(盛)南(川)地方铁路1986年6月动工，1991年10月建成投入运营。在万盛站与重庆铁路分局三万铁路接轨。工业企业Ⅱ级铁路，总长44.29公里，其中正线34.61公里，站线9.68公里。由地方集资和铁道部、能源部投资9407万元修建。设置万盛北站、丛林站、苏家湾站、南川站。修建等级低，有30‰连续12公里的陡长大坡道，内燃牵引，时速仅為30公里。设计运量近期400万吨，中期800万吨。
四川地方铁路局南川地方铁路分局（后为重庆市南川地方铁路局、重庆万南铁路有限责任公司）负责万南铁路经营管理。上级主管单位重庆城市交通开发投资（集团）有限公司。2002年货运量突破100万吨。2006年完成126.46万吨运量。2013年货运量近300万吨。

## 三南铁路扩能改造
三江(三江站)至南川铁路线扩能改造工程，由中铁二院设计。总投资约30.5亿元。等级为国铁II级，单线，行车时速120公里。2010年12月22日开工。2015年底建成。将成为重庆市外环铁路网的组成部分,是川黔铁路、渝怀铁路的联络线。工程将新、改建线路共计65.918公里。其中坡改隧的新建南平隧道为项目的控制性工程，全长9.8千米。